# ATP Montevideo
Il Torneo di Montevideo è stato un torneo di tennis maschile giocato a Montevideo in Uruguay. 
Ha fatto parte dell'ATP Tour nel 1994 e nel 1995.  
Il torneo è tornato ad essere disputato nel 1998 come Challenger.
La superficie utilizzata è stata la terra rossa.

## Albo d'oro

### Singolare
| Anno | Vincitore           | Finalista           | Punteggio |
| ---- | ------------------- | ------------------- | --------- |
| 1994 | Alberto Berasategui | Francisco Clavet    | 6-4, 6-0  |
| 1995 | Bohdan Ulihrach     | Alberto Berasategui | 6-2, 6-3  |

### Doppio
| Anno | Vincitori                     | Finalisti                   | Punteggio     |
| ---- | ----------------------------- | --------------------------- | ------------- |
| 1994 | Marcelo Filippini Luiz Mattar | Sergio Casal Emilio Sánchez | 7-6, 6-4      |
| 1995 | Sergio Casal Emilio Sánchez   | Jiří Novák David Rikl       | 2-6, 7-6, 7-6 |

## Challenger

### Singolare
| Anno | Vincitore        | Finalista         | Punteggio        |
| ---- | ---------------- | ----------------- | ---------------- |
| 1998 | Eduardo Medica   | Christian Ruud    | 6-4, 6-4         |
| 1999 | Karim Alami      | Galo Blanco       | 6-3, 6-1         |
| 2000 | Guillermo Coria  | José Acasuso      | 6-3, 6(9)–7, 6-2 |
| 2001 | David Nalbandian | Fernando González | 6-2, 3-6, 6-3    |

### Doppio
| Anno | Vincitori                              | Finalisti                     | Punteggio |
| ---- | -------------------------------------- | ----------------------------- | --------- |
| 1998 | Francisco Cabello Agustín Calleri      | Paulo Taicher Cristiano Testa | 6-4, 6-4  |
| 1999 | Pablo Albano Martín García             | Diego del Río Daniel Orsanic  | 6-2, 6-3  |
| 2000 | Lucas Arnold Ker Gastón Etlis          | Joan Balcells Germán Puentes  | 6-4, 6-4  |
| 2001 | Diego del Río Martín Vassallo Argüello | Gastón Etlis Mariano Hood     | W/O       |